# EJU

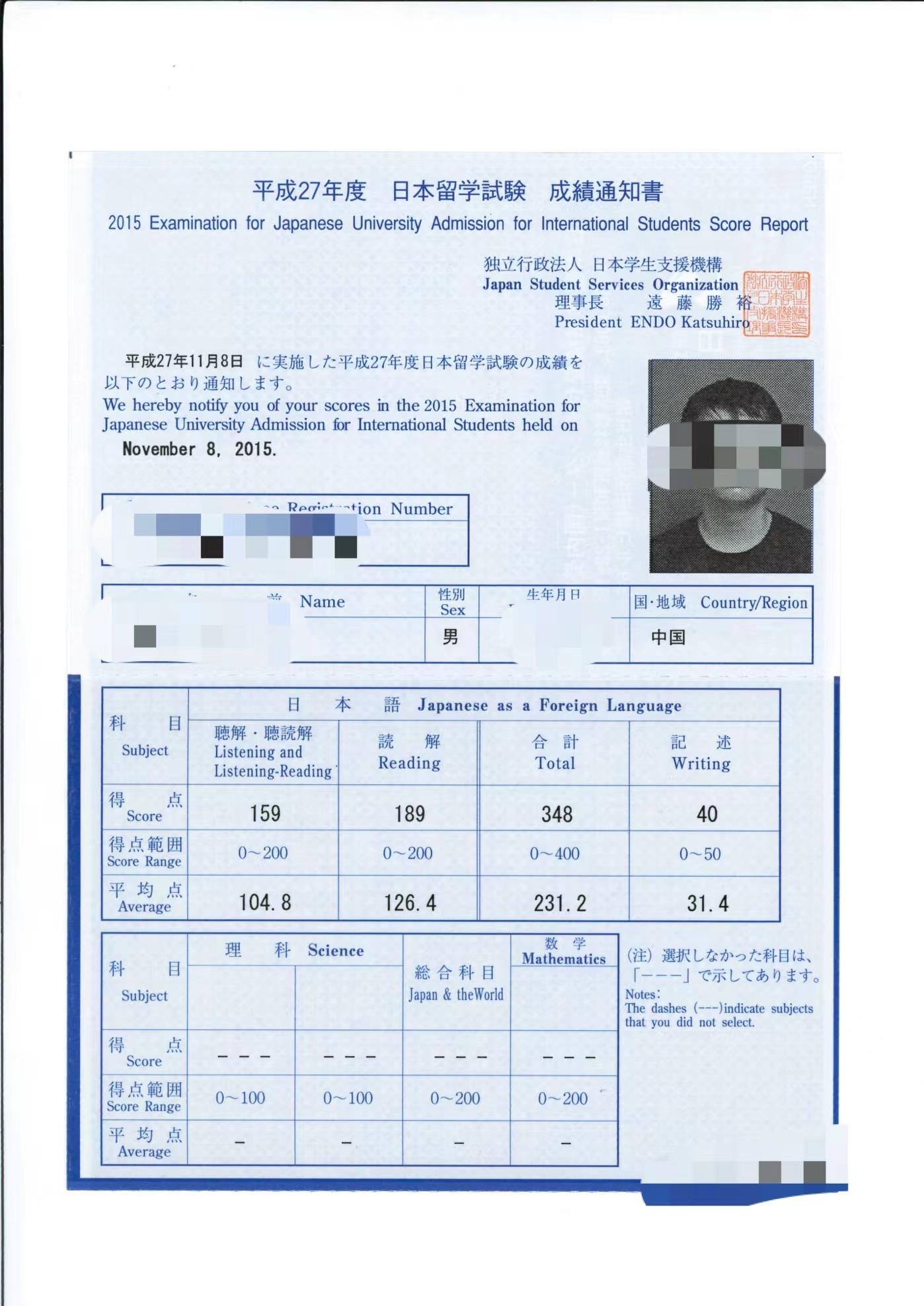
Bảng điểm của một thí sinh dự thi EJU vào năm 2015, chỉ gồm môn thi Tiếng Nhật.

Kì thi dự tuyển đại học Nhật Bản cho sinh viên ngoại quốc (tiếng Nhật: 日本留学試験, tiếng Anh: Examination for Japanese University Admission for International Students, hay thường biết đến với tên gọi Examination for Japanese University Admission và tên viết tắt EJU) là một bài thi đầu vào để các sinh viên không phải người Nhật Bản dự thi nhằm ứng tuyển vào các trường đại học, sau đại học hay các trường cao đẳng chuyên nghiệp ở Nhật Bản. Mục đích chính của bài thi này là kiểm tra khả năng sử dụng tiếng Nhật và các kiến thức khoa học cơ bản của thí sinh.
Bài thi này có thể được các thí sinh thực hiện ở Nhật Bản hoặc các nước châu Á, nhưng trừ Trung Quốc đại lục (không bao gồm Hồng Kông). Bài thi này thường diễn ra vào tháng 6 và tháng 11.

## Lịch sử
EJU được sử dụng chính thức từ năm 2001 để thay thế cho tổng hợp hai bài thi là Kỳ thi năng lực tiếng Nhật (JLPT, vẫn được tiếp tục diễn ra độc lập đến ngày nay) và Kì thi chung cho các sinh viên ngoại quốc, sau đó dần trở thành bài thi bắt buộc mà các sinh viên nước ngoài nếu muốn học tập mức độ đại học/cao đẳng hay sau đại học ở Nhật Bản phải thực hiện.

## Cấu trúc bài thi
Nếu các thí sinh dự thi các trường theo hướng giáo dục các môn khai phóng, thí sinh sẽ thực hiện bài thi môn tiếng Nhật, môn khoa học xã hội và Toán I, còn các trường và ngành theo hướng khoa học tự nhiên thì bài thi khoa học xã hội sẽ được thay thế bằng hai trong ba môn khoa học tự nhiên là vật lí, hóa học, sinh học, và bài thi toán sẽ khó hơn được gọi là Toán II. Đối với các môn khác trừ tiếng Nhật, thí sinh có thể làm bài bằng bộ đề tiếng Nhật hoặc bộ đề tiếng Anh, tùy thuộc vào nguyện vọng và yêu cầu của trường thí sinh dự tuyển. Cụ thể, cấu trúc các môn thi thường được tổ chức như sau: 
- Đối với môn tiếng Nhật có tổng điểm là 450, thí sinh làm bài trong 125 phút với phần viết (50 điểm, 30 phút), phần đọc hiểu (200 điểm, 40 phút) và phần nghe-đọc kết hợp (200 điểm, 55 phút). Các câu hỏi thường không đi theo hướng học thuật mà chủ yếu kiểm tra khả năng tiếp nhận thông tin bằng tiếng Nhật.[2]。
- Đối với các môn khoa học tự nhiên với tổng điểm là 200 và 80 phút làm bài, thí sinh lựa chọn hai trong ba môn: Vật lí, Hóa học và Sinh học, mỗi môn thi có tổng điểm là 100. Đối với các môn khoa học xã hội với tổng điểm và tổng thời gian làm bài tuơng tự, bài thi sẽ xoay quanh bốn chủ đề chính là chính trị, kinh tế, xã hội và lịch sử-địa lý. Bài thi môn khoa học xã hội này có tên là Nhật Bản và thế giới (tiếng Anh: Japan and the World)
- Đối với môn Toán học, thí sinh có một trong hai lựa chọn là: 
  - Toán I, bao quát các chủ đề toán học được dạy ở mức độ I và mức độ A ở Nhật Bản.
  - Toán II, bao quát thêm các chủ đề được dạy ở mức độ II, III và mức B ở Nhật Bản.

## Tổ chức
Bài thi này được tổ chức bởi Tổ chức Dịch vụ Học sinh Nhật Bản (JASSO), cơ quan trực thuộc Bộ Giáo dục, Văn hóa, Thể thao, Khoa học và Công nghệ (MEXT) Nhật Bản. 

## Đường dẫn khác
- Trang chủ của kì thi EJU (tiếng Nhật)
- Trang chủ giới thiệu thông tin về EJU (tiếng Việt)